# Black October
Black October è un album del rapper Sadat X. Uscito il 3 ottobre 2006, l'album rappresenta il quarto lavoro solista di Sadat, dopo l'album del 2005 Experience & Education. L'album contiene produzioni a cura di artisti come Da Beatminerz, Diamond D, DJ Spinna e Ayatollah. Tra gli ospiti Boss Money Gangstas, Greg Nice dei Nice & Smooth e Lord Jamar e Grand Puba, compagni di Sadat X nei Brand Nubian.

## Tracce
1. Black October – 4:37 – DJ Spinna
2. Throw tha Ball – 3:44 – Ayatollah
3. The Post – 3:31 – Diamond D
4. If You (featuring Boss Money Gangstas, Big Meg & Tommy Gibbs) – 4:41 – Marco Polo
5. Million Dolla Deal – 3:56 – Scotty Blanco
6. X Is a Machine – 3:25 – J-Zone
7. Interlude – 1:19 – Spencer Doran
8. Eternally Yours – 4:12 – The Asmatik
9. Untraceable – 3:27 – Scotty Blanco
10. My Mind (featuring Greg Nice) – 3:44 – Greg Nice
11. Chosen Few (eseguita dai Brand Nubian) – 4:48 – Gensu Dean
12. On tha Come Thru – 3:49 – Da Beatminerz
13. Who – 4:03 – DJ Pawl
14. Momentary Outro – 4:05

Tracce bonus
1. God Is Back (Spencer Doran Remix) – 5:41 – Spencer Doran
2. Why – 3:43 – Vin the Chin